# Luís Kifas
Luís da Costa Dias, também conhecido pelo nome artístico Luís Kifas Sidónio (Luanda, 11 de agosto de 1968), é um actor e humorista angolano. Com uma carreira vinculada à área cultural, participou em diversos cursos e acções no país e no estrangeiro. Também é profissionalmente comandante do Serviço Penitenciário angolano.

## Biografia
Licenciou-se no curso de psicologia, com especialidade na área criminal, na Faculdade de Letras e Ciências Sociais, da Universidade Agostinho Neto.

### Carreira artística
Trabalhou com os grupos Horizonte Njinga Mbandi e Julu. Faz parte da dupla Sidónio e Lembinha (Josefina dos Santos). Detentor de várias distinções no ramo do teatro, tem-se distinguido também em programas de rádio e televisão, sendo um dos actores mais mediáticos da série "Conversas no Quintal", da Televisão Pública de Angola (TPA).

### Carreira na segurança pública
Responsável pela área cultural da Direcção Nacional do Serviço Penitenciário do Ministério do Interior. Entre as acções que realiza na área, contam-se projectos como o "Teatro e Cidadania", em colaboração com o músico Kelly Silva, patrocinado pelo governo da província de Luanda, onde pretendia educar para os valores morais, e chamar a atenção para temáticas como a violência doméstica, saneamento básico, poluição sonora e conservação do meio ambiente.
Em 16 de julho de 2020 foi nomeado e assumiu o cargo de Director Províncial do Serviço Penitenciário do Cuanza Norte, em substituição do subcomissário prisional Benjamin Lázaro Hossi.

## Vida pessoal
É casado com Josefina dos Santos "Lembinha", que também é actriz, vinculada aos quadros da TPA.